# Розенбаум, Жак
Жак Розенбаум (нем. Jacques Rosenbaum, полное имя — Жак Густав-Адольф Розенбаум-Эренбуш, нем. Jacques Gustav-Adolf Rosenbaum-Ehrenbush; 1 июля 1878 года, Гапсаль, Российская Империя — 6 января 1944 года, Берлин, Третий Рейх) — эстонский архитектор остзейского происхождения, позднее — деятель нацистской военной промышленности.

## Ранняя жизнь
Розенбаум происходил из остзейской буржуазной семьи, и, возможно, имел еврейских предков. Его отец был адвокатом, а дед по отцовской линии — архитектором. Розенбаум вырос в Гапсале и Ревеле.
В 1897 году он женился на Адриенне Керковиус. У супругов было пятеро детей.
В 1896 году Розенбаум начал изучать химию и архитектуру в Рижском политехническом институте. Розенбаум окончил институт в 1904 году.

## Основные работы (1907—1919)
Наиболее продуктивным и, возможно, наиболее творческим временем работы Розенбаума как архитектора были 1907—1919 годы, когда он работал в Таллине в стиле, который в широком смысле можно назвать модерном. Его первые проекты этого времени (в том числе проект перестройки дома Черноголовых), которые не были выполнены, черпали много вдохновения из немецкой ренессансной архитектуры.

### Дом на улице Пикк, 23/25
В 1908 году Розенбаум завершил проект для Рейнхольда Рейхмана на углу улицы Пикк и улицы Хобусепеа в старом городе Таллина. В этом первом здании Розенбаума заметны его эклектичный стиль и любовь к орнаменту. Здание не легко классифицировать эстетически ни в одном из популярных тогда архитектурных стилей. Она демонстрирует влияние модерна, немецкого неоренессанса и нео-маньеризма, которые выражаются в богатстве орнамента. Среди деталей — комичная скульптура старика, глядящего через улицу сквозь пенсне, породившая множество местных легенд. Этот и другой орнамент был выполнен известным рижским скульптором Августом Фольцем.

Здание на Пикк, 23/25 также отражает идеи Розенбаума по градостроительству, поскольку архитектор пытался оживить городское пространство с помощью угловой башни с закрученным куполом, балконом и другими архитектурными украшениями. Было высказано предположение, что он был вдохновлен работами Камилло Зитте в этом и других его проектах.

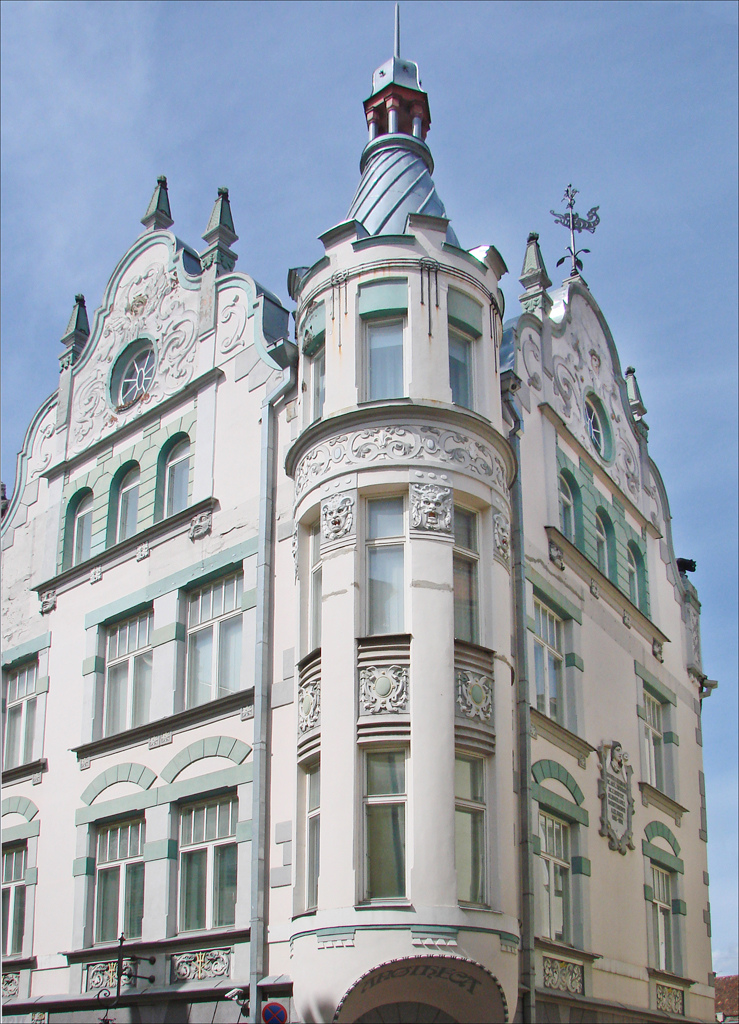
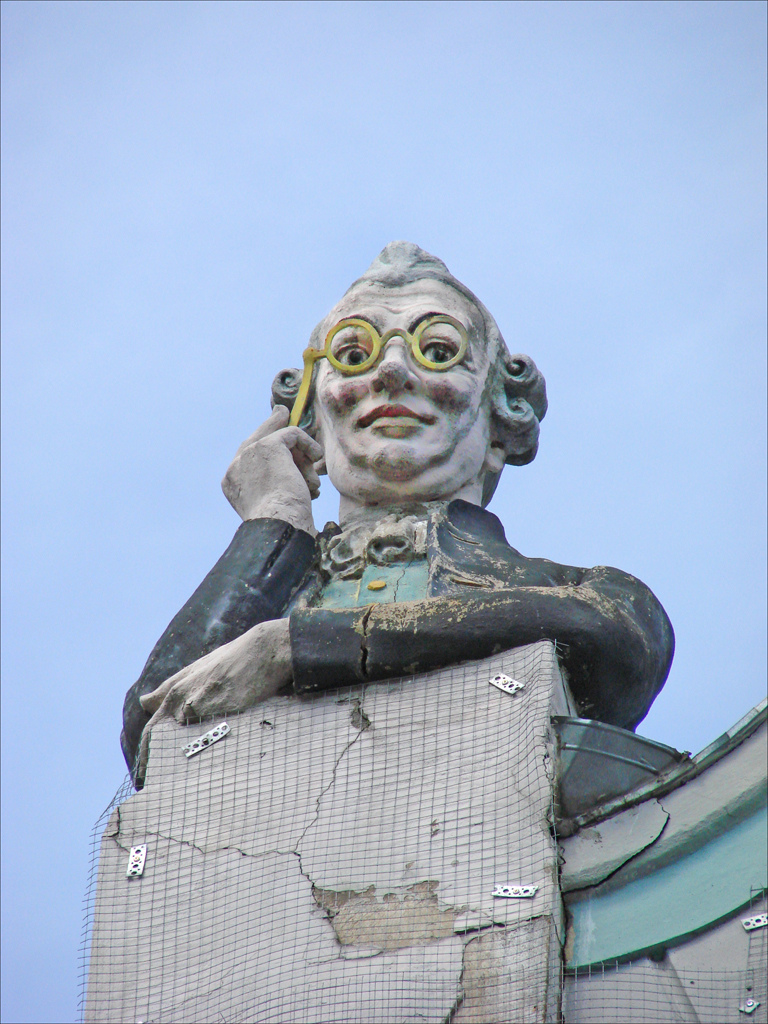
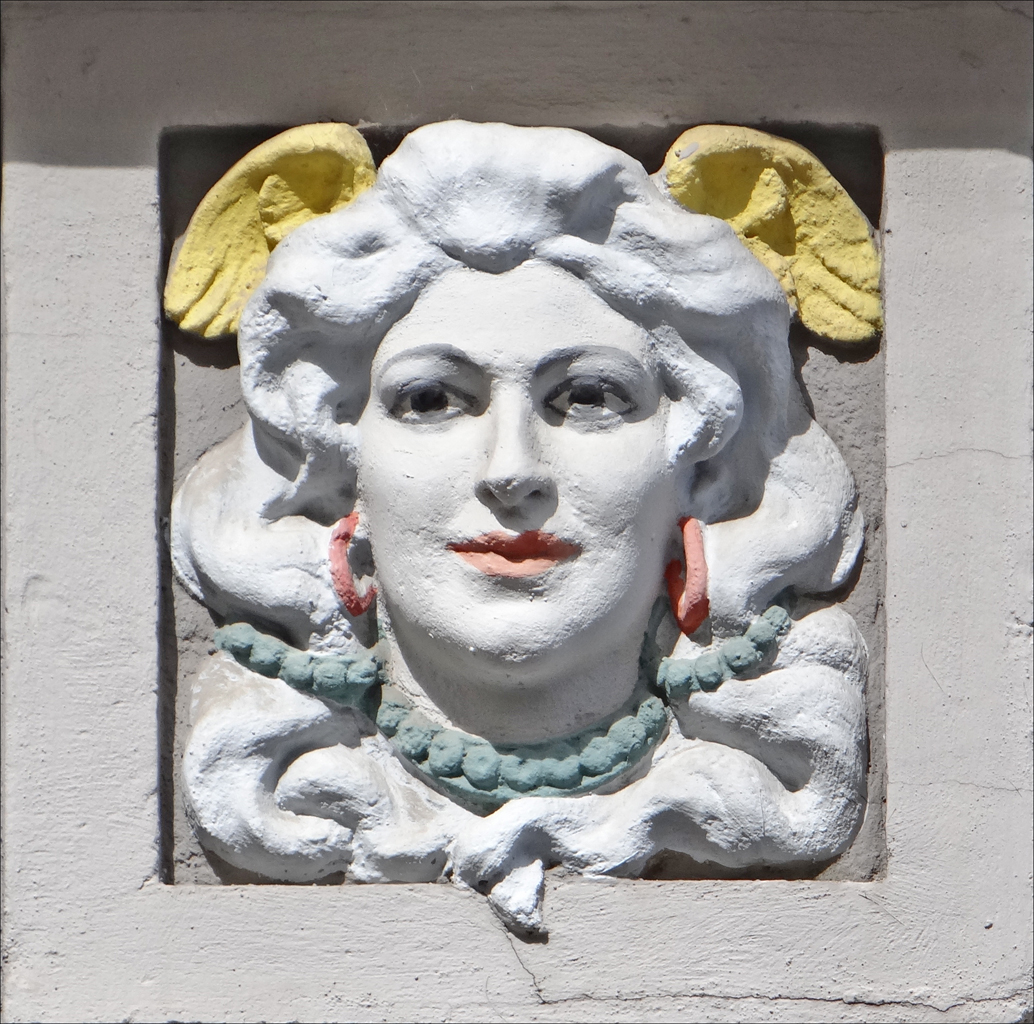

### Дом на улице Пикк, 8
В 1910 году Розенбаум завершил ещё один проект для Рейнхольда Райхмана, на этот раз на Пикке, 18 — прямо через улицу от более раннего здания. Это здание, возможно, самое известное здание в стиле ар нуво в Таллине. Два больших дракона, вылепленные Августом Вольцем, стоят по бокам единственного большого изогнутого окна на первом этаже. Над ним две суровые египтянки с обнаженными торсами подчеркивают вертикальность фасада. Египетская тема повторяется двумя гермами чуть ниже линии крыши. Как и в архитектуре модерна в целом, так и в современном символистском движении в искусстве, эти орнаменты были предназначены для передачи смысла или послания, отличного от чисто декоративного; однако относительно того, что именно они должны символизировать, по-видимому, нет четкого консенсуса.

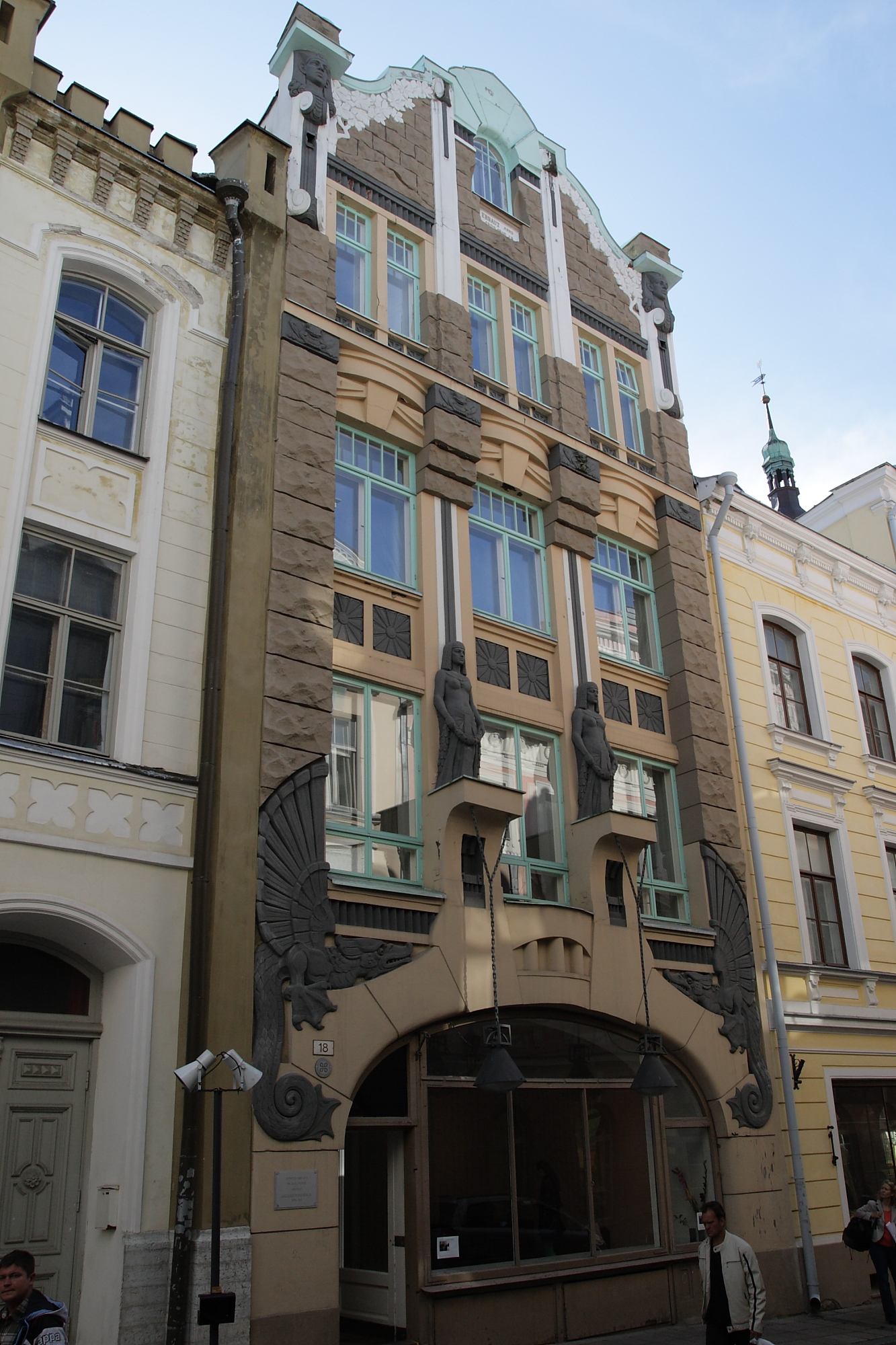
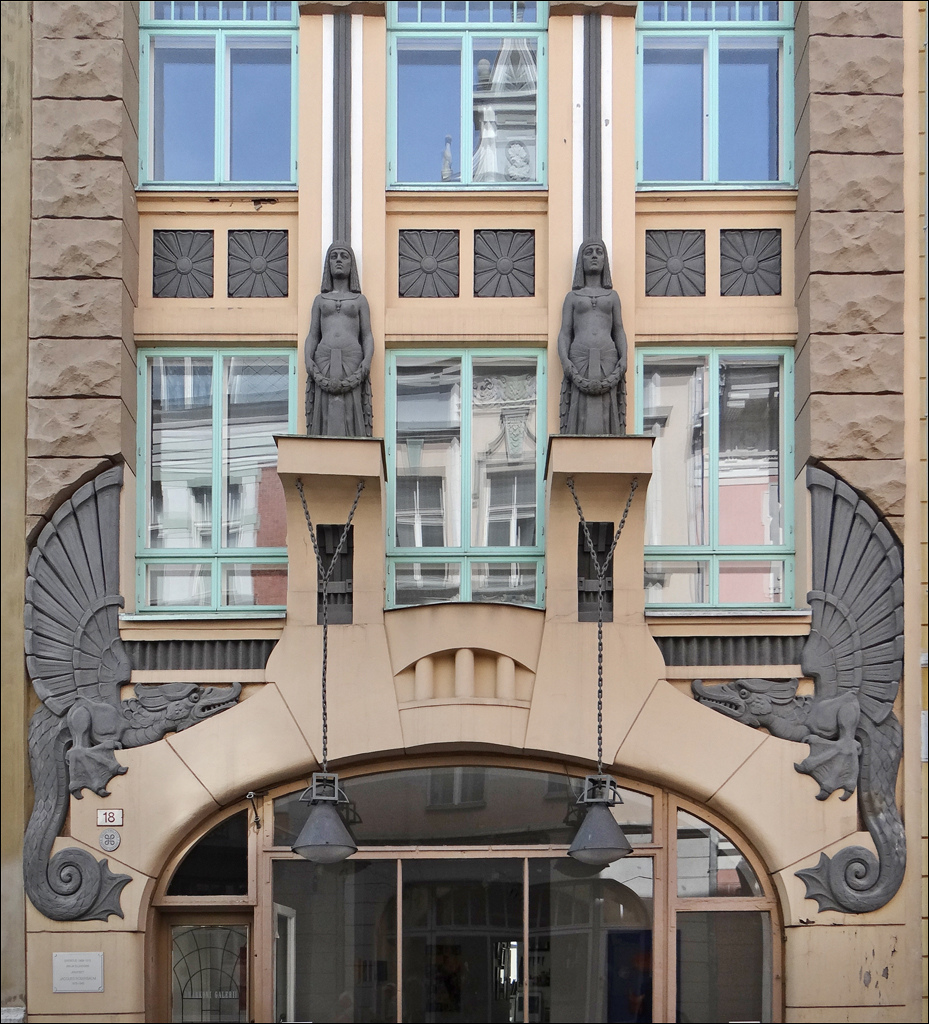
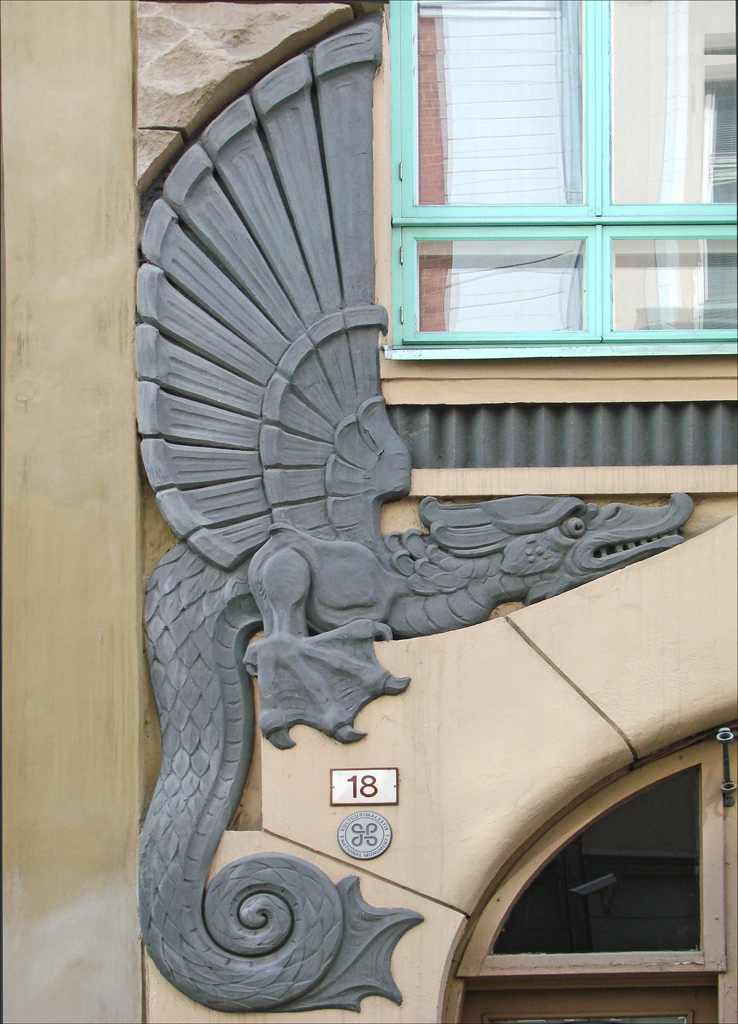

### Дом на улице Харью, 9
Почти одновременно с работой над прошлым зданием Розенбаум работал над проектом банка на улице Харью, 9 в Таллине. В 1909 году строительство было завершено. Здесь снова Розенбаум начал с относительно строго здания в стиле модерн, но проект был пересмотрен и построен в несколько менее экстравагантном, более традиционном и историцистском стиле. Во время Второй мировой войны здание сильно пострадало, и при последующей реставрации многие скульптурные детали не были воссозданы. Таким образом, здание на Харью- представляет собой более простое известняковое здание, явно выполненное в стиле неоренессанса.

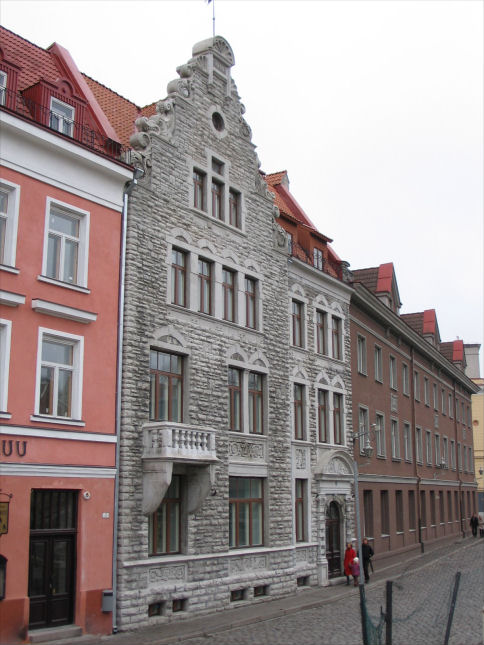

### Дом на улице Роосикрантси, 15
В 1911—1912 годах по проекту Розенбаума на улице Роосикрантси, 15 был построен доходный дом для Густава Леппенберга — ремесленника и пианиста. Здесь Розенбаум сочетал формы модерна с нео-барочным влиянием. Симметричный фасад, не характерный для движения в стиле модерн, украшен скульптурными львиными головами. В этом биограф Розенбаума Карин Халлас-Мурула прослеживает влияние как оживленной рижской сцены модерна, так и таких архитекторов, как Михаил Эйзенштейн и Отто Вагнер.

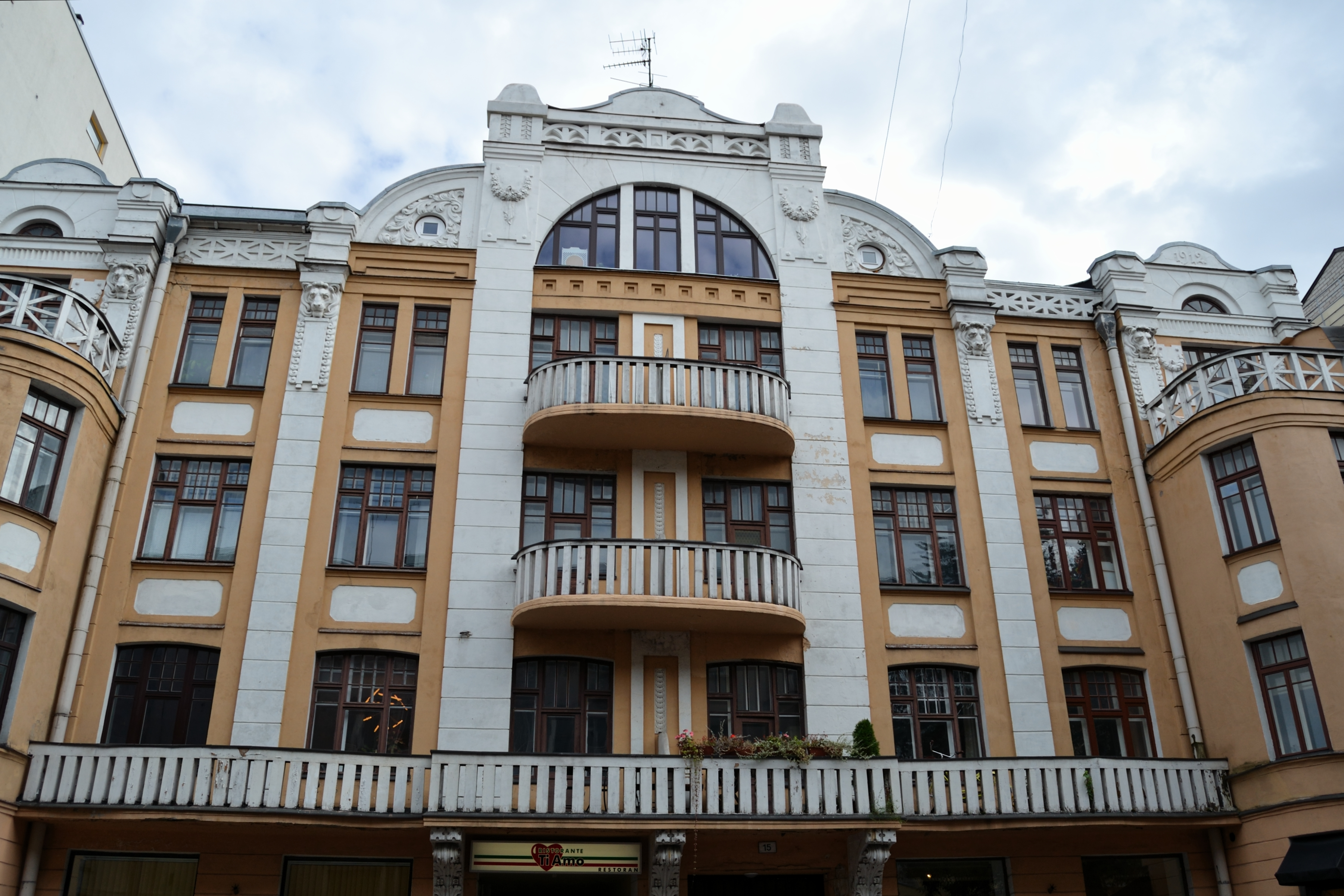

### Мыза Лаупа

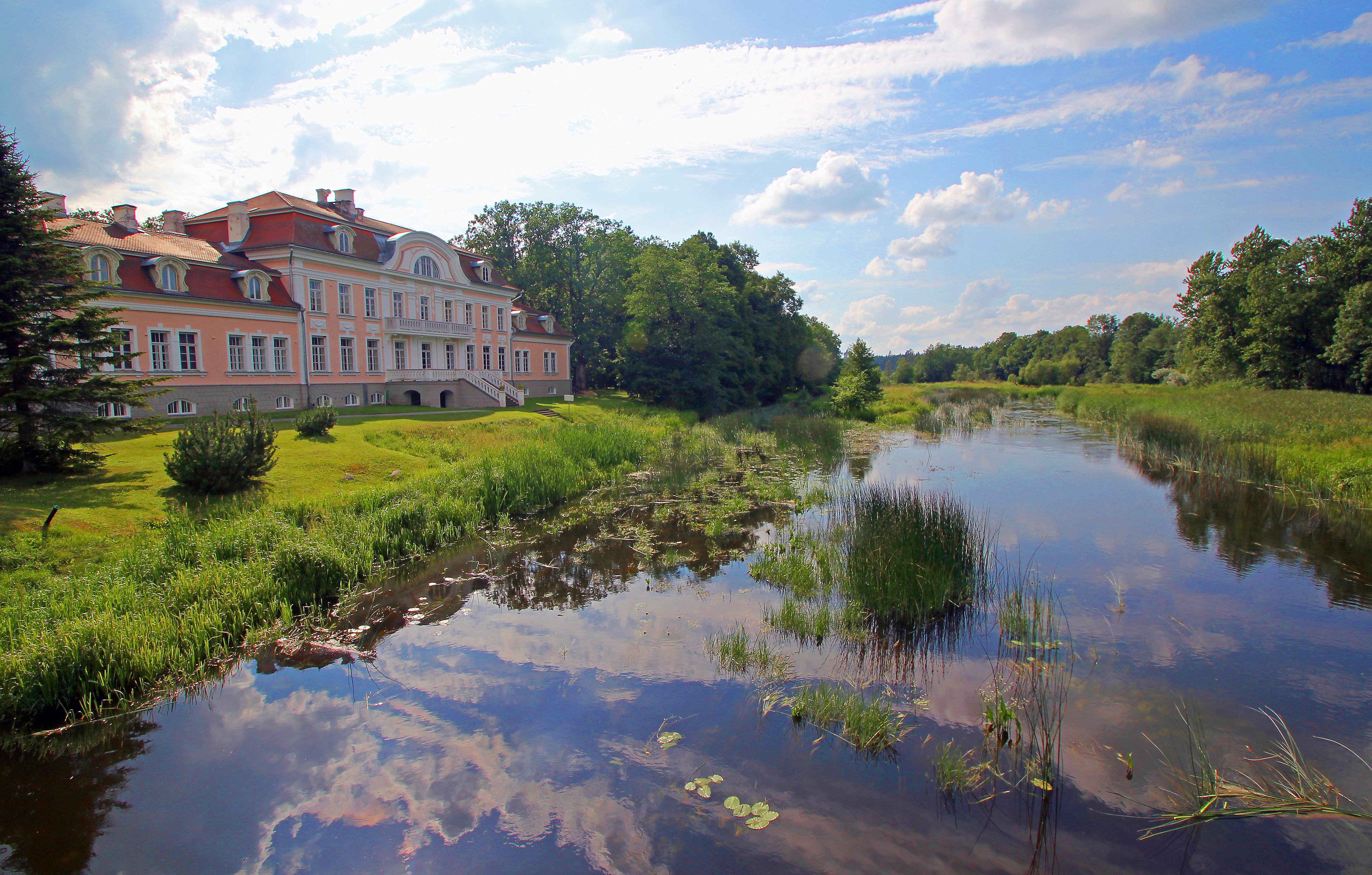
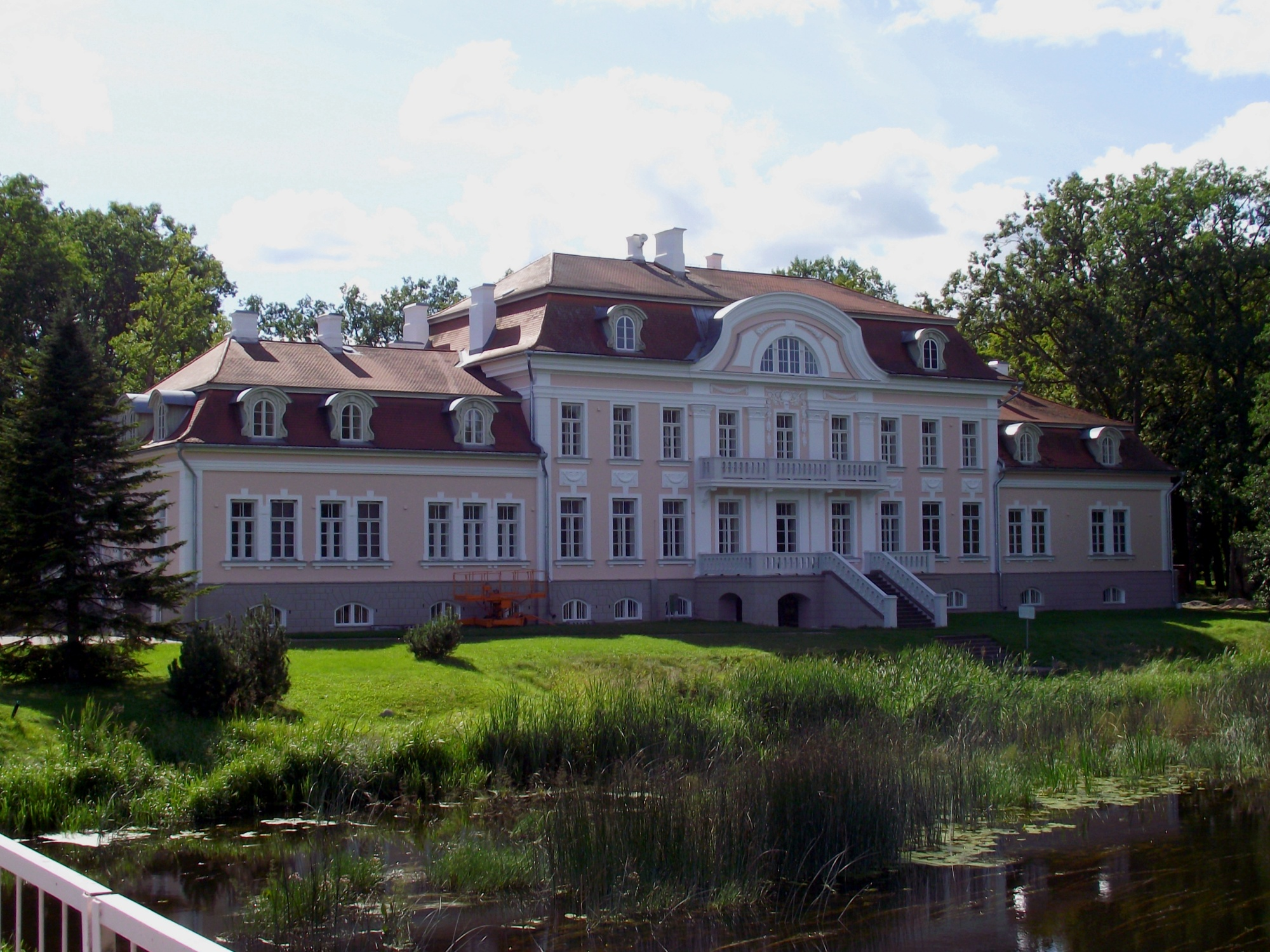

Здание было спроектировано в 1910 году и завершено в 1913 году. Этот стиль представляет собой эклектичную архитектуру в стиле необарокко с сильным влиянием модерна и неорококо. Мыза считается одним из самых исторически верных зданий Жака Розенбаума. Здание богато украшено пилястрами, полуколоннами, террасами, балюстрадами, лепными гирляндами и морскими раковинами в стиле рококо. Некоторые украшения были изготовлены в знаменитой мастерской скульптора Августа Фольца в Риге. Мыза считается одной из самых удачных художественно выполненных мыз Эстонии.

## Дальнейшая жизнь

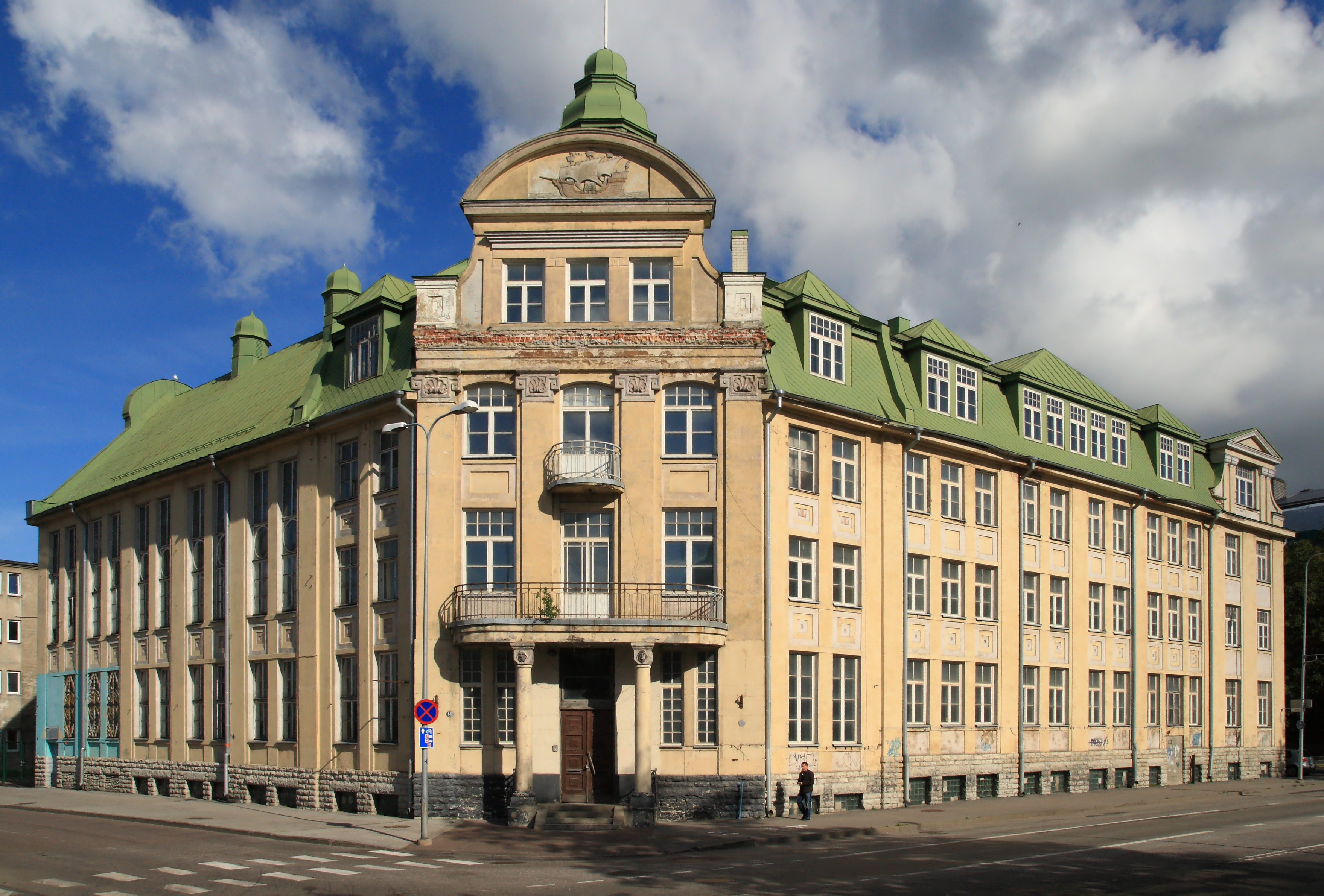
Дом моряков

В 1919 году Розенбаум переехал с семьей в Грейфсвальд в Германии, но вернулся в Таллинн в 1920 году. В 1921 году он принял эстонское гражданство и стал партнёром в архитектурной фирме Roma. Однако его стиль начал выходить из моды, и в новой эстонской республике стали искать новые, более эстонские идеалы в строительстве. Его наиболее заметной работой этого периода является дом моряков на улице Уус-Садама 14/Туукри 13, завершенный в 1926 году.
В 1928 году Розенбаум вернулся в Германию, где в 1932 году вместе с женой вступил в Нацистскую партию. Причины этого противоречивого решения ещё более осложняются возможностью того, что у него самого могли быть еврейские корни. В 1930 годы он работал в люфтваффе, выполняя различные технические задания, а после 1942 года — в Министерстве вооружений и военного производства. В 1943 году он был назначен советником в оккупированной Риге по организации Тодта. Из-за ухудшения здоровья он вернулся в Берлин в 1943 году и умер там 6 января 1944 года.

## Стиль
Большая часть работ Розенбаума относится к модерну, хотя в них чувствуется большое влияние классицистической и стиля геймат. Сильное влияние на его стиль оказало движение модерна в Риге в начале XX века, а также финский национальный романтизм. Стиль Розенбаума часто характеризуется скульптурами и украшениями. Помимо нескольких многоквартирных домов, частных домов и вилл, Розенбаум также проектировал заводы и одну пожарную станцию в течение своих таллиннских лет, отражая тот факт, что в относительно небольшом городе, каким был Таллинн в то время, архитектор должен был выполнять всевозможные работы.